# Elvira de Hidalgo
Elvira de Hidalgo   (Vall-de-roures, 28 de desembre de 1891 - Milà, 21 de gener de 1980) va ser una soprano de coloratura i mestra de cant.
És considerada com una de les veus més destacades de la lírica del primer terç del segle xx per les seves interpretacions dels grans papers del repertori del bel canto. Reconeguda com una de les millors soprani d'agilitá de la seva època, destacà pel seu virtuosisme i la seva capacitat dramàtica, amb una veu de timbre intens i càlid i una tècnica de precisió extraordinària.
Com a mestra de cant, va tenir un important paper en el renaixement del bel canto després de la Segona Guerra Mundial. La seva alumna més cèlebre va ser la soprano grega Maria Callas.

## Etapa de formació i debut artístic
Filla de Miguela Roglán Bel i Pedro Rodríguez Hidalgo, Elvira de Hidalgo visqué la seva infantesa a Barcelona, ciutat on els seus pares, provinent ell de Granada i ella de Vall-de-roures, estaven establerts.
L'any 1897, a sis anys, comença a estudiar cant amb la soprano Concepció Bordalba i amb catorze anys, l'any 1906, aconsegueix una audició al Teatro Lirico de Milà que li obre les portes per continuar la seva formació amb el prestigiós mestre de cant Melcior Vidal, mentor d'altres sopranos importants de l'època com Maria Barrientos i Graziella Pareto.
Debuta l'any 1908 al Teatro di San Carlo de Nàpols, com la Rosina d'Il barbiere di Siviglia, de Rossini i, aquest mateix any, és contractada a París, al Théâtre Sarah Bernhardt, per al mateix paper. Elvira de Hidalgo inicia llavors i, només amb setze anys, una important carrera internacional que la durà als principals teatres d'òpera del món.

## Trajectòria professional
L'any 1909 debuta al Teatre d'Òpera Real del Caire amb Il barbiere di Siviglia, Don Giovanni de Mozart i La Sonnambula de Bellini i és reclamada per al paper de Rosina al Gran Théâtre de Montecarlo (teatre al qual tornarà els anys 1911 i 1912) on forma part d'un repartiment amb alguns dels millors cantants del moment (Titta Ruffo, Fiodor Chaliapin, Dimitri Smirnof i Antonio Pini-Corsi).
Es presenta també al Neues Deutsches Theater de Praga com a Rosina, amb el baríton Mattia Battistini, i al Kursaal d'Ostende (Bèlgica) en un concert amb Enrico Caruso.
La primera gira americana arriba l'any 1910 amb el debut al Metropolitan Opera House de Nova York, on canta Il barbiere di Siviglia, La sonnambula i Rigoletto de Verdi; aquesta darrera òpera amb Enrico Caruso. Segueix per diversos teatres, entre els quals els de Boston (Martha de Friedrich von Flotow), Chicago (Il barbiere di Siviglia) i Louisville (Rigoletto).
De tornada a Europa, és convidada per l'Hofoperntheater de Viena per cantar Rigoletto i Il barbiere di Siviglia, i pel Teatro Massimo de Palerm per cantar Linda de Chamounix de Donizetti i Don Giovanni.
L'any 1911 canta a Palerm, Montecarlo, Hèlsinki, Praga, París i Roma. L'any 1912, amb la companyia d'òpera de Montecarlo, debuta al Theatre de l'Òpera de París, com a Rosina. Hi tornarà el 1916 amb Don Pasquale de Donizetti, el 1922 amb Rigoletto i, finalment, el 1923, amb La flauta màgica de Mozart. Barcelona, València, Montecarlo i Venècia (La Fenice) són altres ciutats europees on se la reclama com a la Rosina d'Il barbiere di Siviglia. L'any 1913 viatja a Estocolm i actua amb les òperes Rigoletto i Romeu i Julieta de Gounod.
L'any 1914 actua en els teatres imperials russos (Sant Petersburg, Varsòvia, Odessa i Kíev) amb una gira amb diverses obres del seu repertori (Il barbiere di Siviglia, Romeu i Julieta, Mignon de Thomas, Lakmé de Delibes). I el mateix any, també farà la seva primera gira sud-americana pels teatres de Buenos Aires, Rosario, Córdoba, Rio de Janeiro, Sao Paulo, i Montevideo amb les òperes Il barbiere di Siviglia, Rigoletto, Gli Ugonotti de Meyerbeer i Don Pasquale.
El 1915, el prestigiós compositor i director d'orquestra Pietro Mascagni la convidà a integrar-se en la seva companyia. Actuà al Teatro Quirino de Roma en les òperes Mignon i Dinorah de Meyerbeer. Aquesta temporada a Itàlia inclou els teatres de Nàpols (Il barbiere di Siviglia), i els de Bèrgam i Treviso (La Fille du régiment de Donizetti).
El Teatro alla Scala de Milà l'escull per al paper de Rosina en la celebració del centenari de l'òpera Il barbiere di Siviglia, el 1916, amb els barítons Riccardo Stracciari i Antonio Pini-Corsi i el tenor Emilio Perea i sota la batuta de Gino Marinuzzi. Hi tornarà amb el mateix paper l’any 1922.
Elvira de Hidalgo és ja una prima donna, reclamada pels teatres operístics més importants del món, i en gira permanent per Europa, amb circuits habituals a Itàlia i Montecarlo, i actuacions a París, Madrid, Barcelona i altres ciutats europees com Atenes o Lisboa.
En 1922 fa la seva segona gira per Amèrica del sud amb Miguel Fleta, considerat el millor tenor del moment, i amb Pietro Mascagni com a director en algunes de les representacions.
La primera gira per la Gran Bretanya té lloc l'any 1924, amb la London Symphony Orchestra. Debuta també al Covent Garden de Londres amb Rigoletto, convidada per la British National Opera.
El 1925, a més de París, fa una gira americana (Chicago, Boston, Nova York, San Francisco i Los Angeles) que reprèn el 1926 amb el seu debut al Teatro Nacional de Cuba, a l'Havana, i amb una darrera gira amb la companyia baix rus Fiodor Chadiapin. Una gira amb més de quaranta-cinc funcions en unes quaranta ciutats de Cuba, Canadà i els Estats Units.

## Elvira de Hidalgo al Liceu de Barcelona
L'any 1912 és l'any del seu debut al Teatre del Liceu, amb Il barbiere di Siviglia acompanyada pel baríton Riccardo Stracciari. En la mateixa temporada, també interpreta els papers de Norina a Don Pasquale i el de Gilda al Rigoletto.
Tornarà l'any 1916 com la Carolina de Il matrimonio segreto, de Cimarosa, i amb paper d'Adina a L'elisir d'amore, de Donizetti. La seva última actuació al Liceu va ser el 1923 en el paper de Violetta Valéry a La traviata, de Verdi.
A més de les òperes esmentades, participà també en el Festival a benefici de l'Associació de la Premsa Diària de Barcelona (1912), en la Funció de gala en honors dels reis Alfons XIII i Victòria Eugènia (1923) i va ser la protagonista de la Serata d'onore d'Elvira de Hidalgo (1923).

## Etapa final
A partir de 1928, la seva activitat professional inicia un progressiu declivi, deixa de fer gires internacionals i les seves actuacions com a cantant es limiten principalment als teatres grecs (Atenes, Tessalònica Creta i Corfú), país on trasllada la seva residència. L'any 1938 s'acomiada definitivament de l'escena amb un concert al Kimon Rallis Concert Hall (El Pireu, Atenes).

## Docència
Retirada de l'escena, va dedicar la seva activitat a l'ensenyament. Va ser mestra de cant al conservatori d'Atenes (1936-1949), on formà diversos alumnes, entre les quals Maria Callas entre els anys 1938 i 1943 o Arda Mandikian i Alexandra Trianti.
El 1957 la Callas va escriure que la Hidalgo era la dona que havia tingut un «paper essencial» en la seva formació artística: «És a aquesta artista espanyola, a qui el públic i els vells abonats de La Scala recordaran com a inoblidable i superlativa Rosina i com a esplèndida intèrpret d'altres papers importants, és a aquesta il·lustre artista, repeteixo, amb devota emoció i el cor profundament agraït, a qui dec tota la meva formació musical i artística. Aquesta dona selecta que em va donar el seu preuat mestratge, però també tot el seu cor...».
En el període 1949-1954 ensenyà al conservatori d'Ankara, i el 1959 es va establir definitivament a Milà, on seria nomenada mestra de cant vitalícia de la Scala.
Elvira de Hidalgo mor a Milà el 1980 i és enterrada en aquesta ciutat. L'any 2018, les seves restes són traslladades a Vall-de-roures on se li dedica un espai museístic per al manteniment de la seva memòria.

## Reconeixement
- L'Ajuntament de Saragossa va posar el seu nom a un carrer l'any 2009, per a reemplaçar el militar Juan Cabañero y Esponera.[11]

- RTVE projecta el 22 d'octubre de 2023, en el programa Imprescindibles, el documentalː Elvira de Hidalgo. Donare la Divinità, dirigit per Vicky Calavia.[cal citació]